# Battaglia di Castiglione (1796)
La battaglia di Castiglione, anche detta battaglia di Medole o battaglia del Monte Medolano, si svolse nei territori di Castiglione delle Stiviere, Medole e Solferino, il 5 agosto 1796, tra le forze francesi del giovane generale Napoleone Bonaparte e quelle austriache del feldmaresciallo Dagobert von Würmser nel corso della prima campagna d'Italia durante la guerra della Prima coalizione.
La battaglia, terminata con la netta vittoria dell'Armata d'Italia, concluse la campagna iniziata il 29 luglio 1796 con l'offensiva austriaca dal Trentino per sbloccare la fortezza di Mantova assediata dalle truppe francesi. Dopo alcune gravi difficoltà e incertezze, il generale Bonaparte organizzò un audace piano di operazioni che gli permise di concentrare le sue forze e sbaragliare una dopo l'altra le diverse colonne d'attacco austriache che avanzavano separate a est e a ovest del Lago di Garda. Il 5 agosto a Castiglione venne disfatta la colonna principale guidata personalmente dal comandante in capo austriaco, feldmaresciallo von Wurmser.
Dal punto di vista strategico la campagna di Castiglione, dal 29 luglio al 12 agosto 1796, rappresenta uno dei più brillanti successi della carriera di Napoleone Bonaparte e la prima dimostrazione della sua strategia contro diversi eserciti nemici contemporaneamente in campo; dal punto di vista tattico la battaglia finale del 5 agosto fu il primo grande successo campale del generale e la prima dimostrazione pratica del sistema tattico preferito da Napoleone sul campo di battaglia.

## Seconda fase della campagna d'Italia

### Situazione e schieramento dell'Armata d'Italia
Il generale Napoleone Bonaparte aveva iniziato con una serie ininterrotta di sensazionali vittorie la campagna in Italia settentrionale con la sua Armata d'Italia, apparentemente debole e disorganizzata ma combattiva, aggressiva e fortemente motivata dai proclami, dall'energia e dalla risolutezza del comandante in capo e dei suoi luogotenenti. Dopo aver costretto il Regno di Sardegna a cedere le armi ed a concludere l'armistizio di Cherasco ed essere sboccato in pianura dopo la riuscita campagna di Montenotte, il giovane e audace generale aveva marciato oltre il Po ed era entrato a Milano il 16 maggio 1796, mentre i resti dell'esercito austriaco sconfitto del generale Johann von Beaulieu avevano ripiegato nel Trentino.

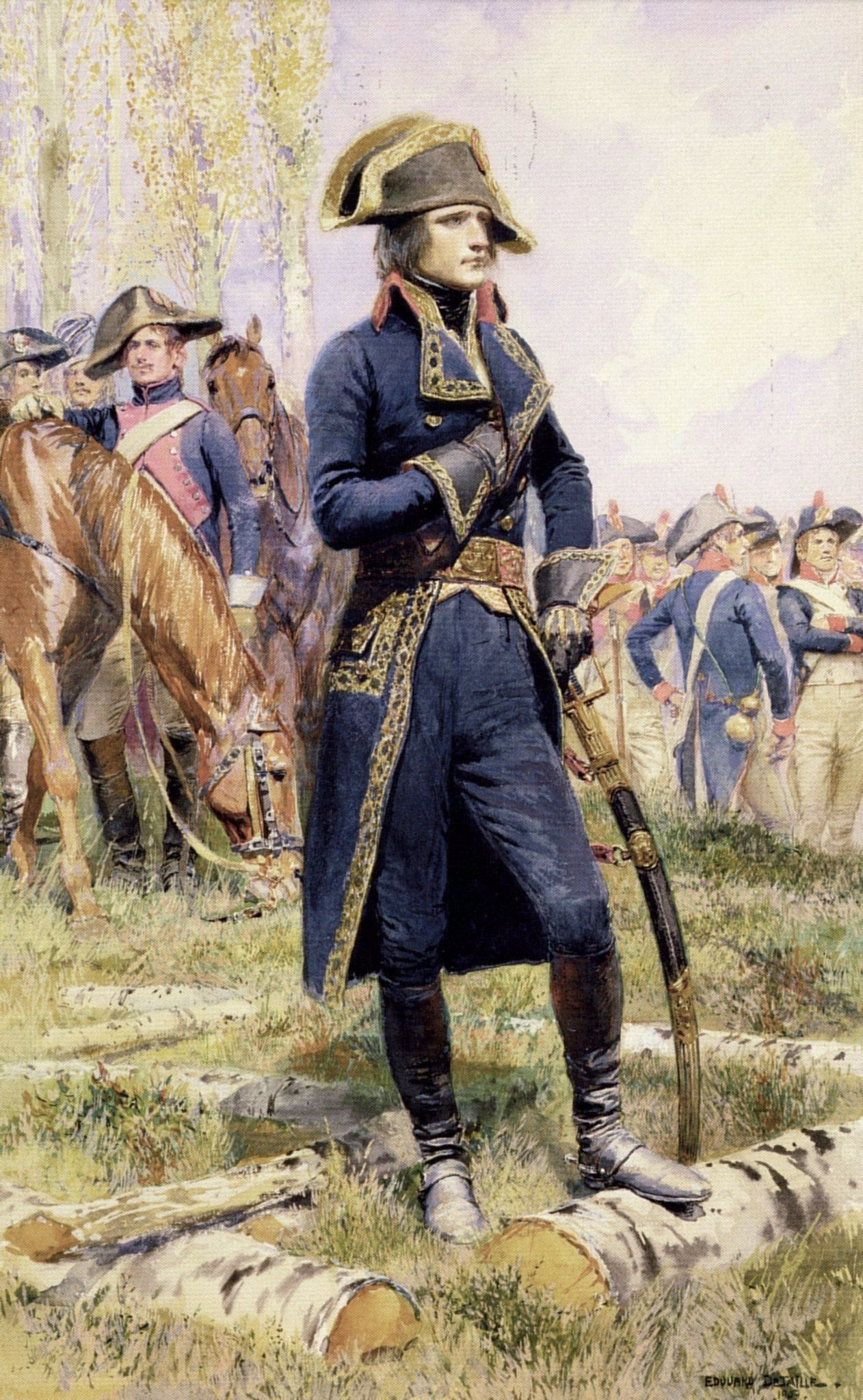
Il generale Napoleone Bonaparte, comandante in capo dell'Armata d'Italia.

Impegnato in complessi compiti politico-militari di organizzazione e amministrazione dei territori conquistati e di sfruttamento delle risorse locali, sottoposto alle pressioni del Direttorio di Parigi e deciso a sviluppare il suo potere personale nella penisola, il generale Bonaparte aveva anche dovuto porre l'assedio alla fortezza di Mantova, solidamente difesa dalla guarnigione austriaca costituita da 14 000 soldati. Il generale Jean Mathieu Sérurier era stato incaricato di iniziare un regolare assedio con 8 000 soldati e numerose artiglierie pesanti, mentre il grosso dell'armata aveva raggiunto la linea dell'Adige e occupato Verona e Legnago.
Il generale Bonaparte, dopo aver trascorso un breve periodo a Milano per incontrare finalmente la moglie Giuseppina Beauharnais per la quale provava un'accesa passione, si era recato al suo quartier generale di Marmirolo a nord di Mantova per sovrintendere alle complesse e difficili procedure d'assedio della fortezza. La missione di costringere alla resa la munita fortezza appariva problematica; nel frattempo si apprendevano informazioni sempre più precise e attendibili di un raggruppamento di potenti forze austriache nel Trentino, in fase di organizzazione per sferrare una controffensiva e sconfiggere l'esercito francese. Il 22 luglio il generale si trasferì a Castiglione delle Stiviere per controllare meglio la situazione complessiva del suo schieramento.
L'Armata d'Italia era costituita da circa 45 000 soldati; mentre il generale Sérurier era impegnato nell'assedio di Mantova, il generale Bonaparte aveva schierato sull'ala sinistra, a ovest del lago di Garda, la divisione del generale Pierre Sauret che occupava il territorio tra Brescia e la riva occidentale del lago. Dalla sponda orientale del lago, attraverso l'altopiano di Rivoli, fino all'Adige a Verona erano posizionate le truppe del generale Andrea Massena e del generale Hyacinthe Despinoy; lungo l'Adige, sull'ala destra, la divisione del generale Pierre Augereau si estendeva da Ronco a Legnago; infine i reparti di cavalleria del generale Charles Kilmaine erano a Vallese, tra Verona e Legnago.
Lo schieramento francese era molto esteso ma il generale Bonaparte riteneva che, disponendo di buone strade di comunicazione laterale, avrebbe potuto agevolmente concentrare le sue truppe nel punto scelto dal nemico per effettuare l'attacco principale, sfruttando soprattutto la grande velocità di spostamento delle sue truppe, abituate alle estenuanti marce forzate richieste dalla strategia del comandante in capo dell'Armata d'Italia.

### I piani della controffensiva austriaca

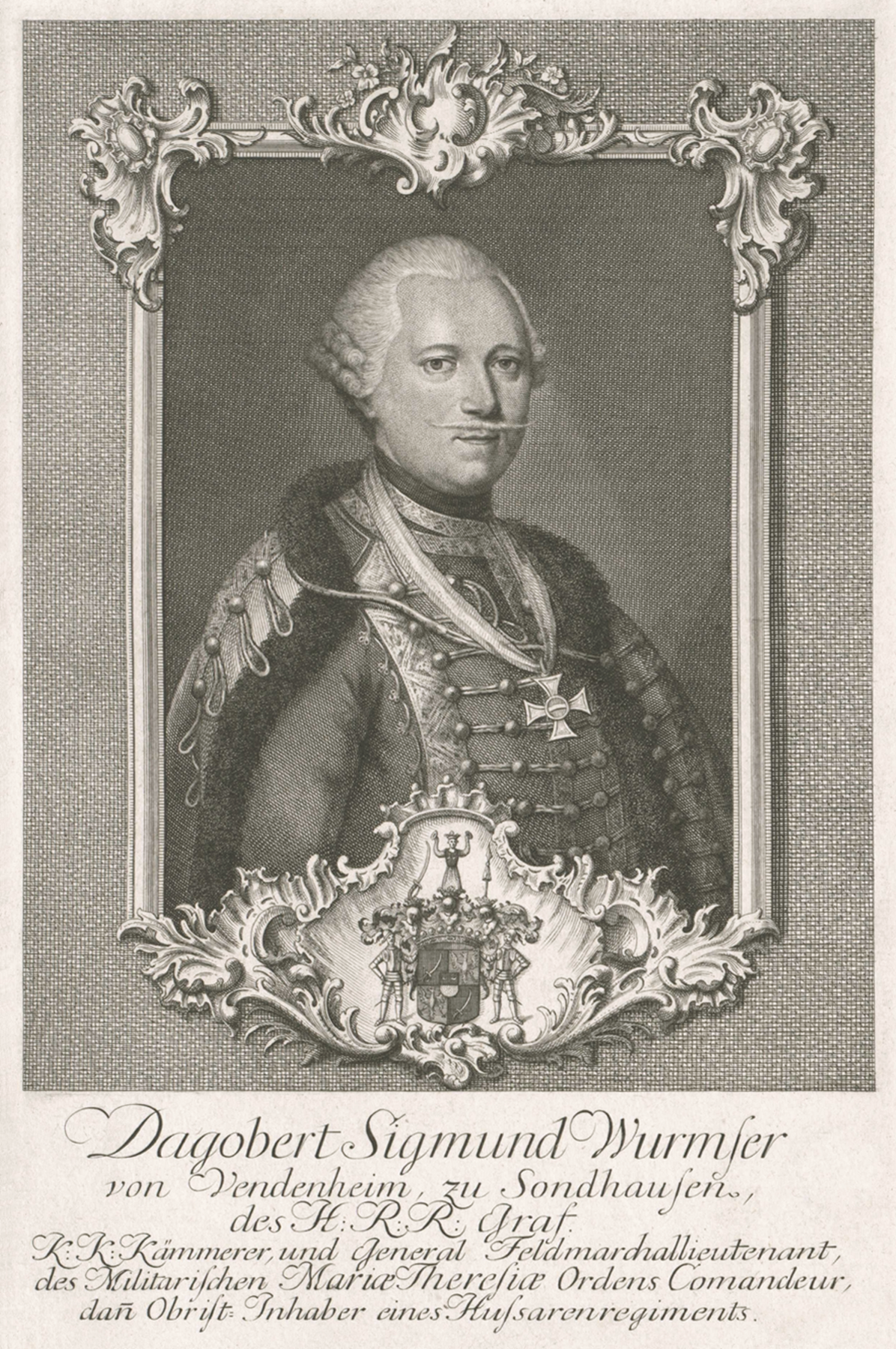
Il feldmaresciallo austriaco Dagobert Sigmund von Wurmser.

Dopo le vittorie dell'arciduca Carlo in Germania, l'Impero d'Austria aveva potuto distaccare notevoli forze in Italia per passare all'offensiva e ribaltare l'esito della campagna nella penisola. Al comando dell'esperto feldmaresciallo Dagobert von Wurmser, vennero inviati in Trentino oltre 30 000 soldati di rinforzo provenienti da tutte le regioni dell'Impero, tra cui i contingenti ungheresi e croati, per potenziare le truppe superstiti del feldmaresciallo Beaulieu e organizzare un attacco decisivo per sbloccare la fortezza di Mantova e sbaragliare l'esercito francese del generale Bonaparte.
Nella seconda metà di luglio il feldmaresciallo von Wurmser poté completare il raggruppamento delle sue forze nel Trentino e pianificare la sua offensiva; egli, invece di concentrare le truppe, adottò uno schieramento frammentato suddividendo l'esercito in tre gruppi principali, scarsamente collegati tra loro e indirizzati su percorsi separati dai due lati del lago di Garda. Sulla sinistra un corpo di truppe di 20 000 soldati, al comando dei generali Davidovic, Meszaros e Mittrovsky avrebbe percorso la valle dell'Adige puntando su Verona e sul ponte di Dolcè; al centro il feldmaresciallo von Wurmser avrebbe guidato la massa principale di 30 000 soldati, suddivisa nelle colonne comandate dai generali Michael von Melas, Sebottendorff, Bajalic e Liptay, sferrando l'attacco sull'altipiano di Rivoli, tra il corso dell'Adige e la riva orientale del lago di Garda; infine sulla destra, a ovest del lago, il generale Peter von Quosdanovic avrebbe marciato con altri 20 000 uomini, al comando dei generali Ott, Reuss e Ocskai, lungo la valle del Chiese fino a Brescia per intercettare le comunicazioni con Milano dell'armata francese.
Il piano del feldmaresciallo von Wurmser era troppo complicato ed era reso particolarmente difficile dalla necessità di coordinare i movimenti di numerose colonne separate prive di collegamenti tra loro; in particolare l'ala destra comunicava con la colonna principale centrale solo attraverso un lungo percorso fino a Rovereto e Ledro. Inoltre la colonna di destra del generale Quasdanovic venne ulteriormente suddivisa durante le operazioni in due parti con obiettivi divergenti. Questa mancanza di coesione avrebbe grandemente favorito le manovre del generale Bonaparte che poté mantenere strettamente concentrate le sue truppe.

## L'offensiva austriaca

### Primi successi austriaci e decisioni del generale Bonaparte
Il generale Bonaparte trascorse parte della giornata del 28 luglio a Brescia in compagnia della moglie, ma ben presto giunsero le prime notizie dei movimenti offensivi del nemico: le forze austriache stavano scendendo lungo le due rive del lago di Garda, mentre una colonna sembrava diretta su Verona. Alla fine della giornata i rapporti che giunsero al generale Bonaparte confermarono che una grande offensiva nemica era iniziata, gli avamposti del generale Massena sull'altipiano di Rivoli e di fronte a Verona erano sottoposti ad una crescente pressione; il comandante in capo dell'Armata d'Italia decise quindi di partire subito per Roverbella a est del Mincio per prendere la direzione complessiva delle operazioni.

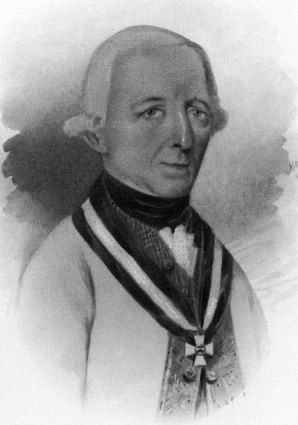
Il generale Peter Vitus von Quosdanovič.

Il 29 luglio la situazione sul campo divenne difficile per i francesi; il generale Bonaparte, giunto al suo quartier generale avanzato, ricevette una serie di rapporti negativi dai suoi luogotenenti lungo tutto il fronte. Il generale Barthélemy Joubert, comandante delle avanguardie della divisione del generale Massena a La Corona, si trovò in difficoltà sotto gli attacchi austriaci della colonna principale del feldmaresciallo von Wurmser e nella notte dovette ripiegare sull'altopiano di Rivoli dopo aver subito notevoli perdite; contemporaneamente un'altra colonna austriaca, al comando del generale Meszaros, era comparsa di fronte a Verona e altre truppe avanzavano dalla Rocca d'Anfo. Il fronte d'attacco nemico si estendeva dalla sponda occidentale del lago di Garda al fiume Adige. Anche a ovest del lago di Garda gli austriaci ottennero notevoli successi nella prima giornata di combattimenti; il generale Quosdanovic raggiunse con le sue truppe Salò, dove il generale Jean Joseph Guieu venne accerchiato con 600 uomini, mentre i resti della divisione del generale Sauret dovettero ripiegare.

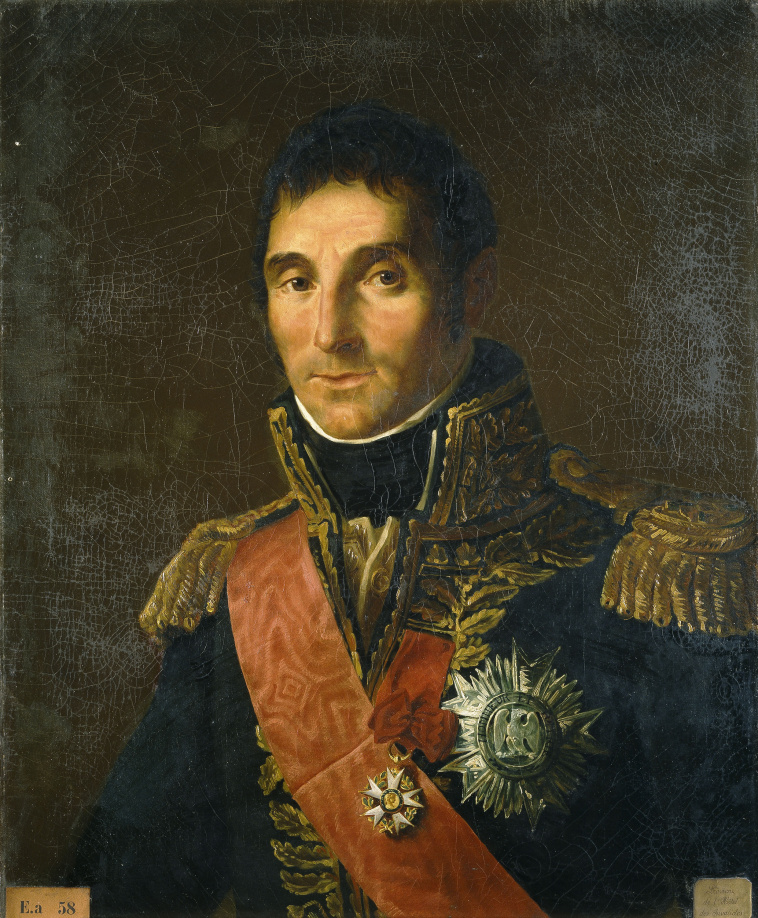
Il generale Andrea Massena.

Il generale Bonaparte si mostrò preoccupato per i pericolosi sviluppi dell'offensiva austriaca; egli comprese subito il piano di operazioni del nemico e l'intenzione del feldmaresciallo von Wurmser di concentrare le sue colonne convergendo a sud del lago di Garda. In serata decise di abbandonare Verona e diede ordine al generale Massena di ripiegare sul Mincio e di rafforzare le difese di Castelnuovo; egli dispose anche che i traini più pesanti e il tesoro dell'armata fossero subito evacuati a Cremona; il generale non nascose che la situazione era "molto critica" ma continuò a mostrare fiducia con i suoi subordinati.
La mattina del 30 luglio il generale Bonaparte diede maggiori segni di nervosismo; una delle colonne del generale Quosdanovic raggiunse e occupò Brescia e il generale Despinoy venne inviato con due brigate a ovest del lago di Garda per bloccare l'avanzata austriaca in quel settore che avrebbe potuto minacciare le vie di comunicazioni francesi. Il comandante in capo per la prima volta dopo l'inizio della campagna d'Italia apparve insicuro e incerto; nel pomeriggio convocò un decisivo consiglio di guerra al quartier generale di Roverbella dove, taciturno e in apparenza poco risoluto, ascoltò le valutazioni dei suoi subordinati, tra i quali predominava il pessimismo. Il generale Bonaparte sembrava scoraggiato e depresso; durante il consiglio di guerra si parlò di ritirata generale dietro il Po e di rinunciare a combattere, i generali presenti apparvero divisi e molti consigliarono la ritirata. Il generale Pierre Augereau al contrario mostrò grande energia e volontà di battersi, egli protestò contro i piani rinunciatari e insistette bruscamente per rischiare una battaglia. Durante il consiglio di guerra ci furono scontri verbali e violenti alterchi; il generale Bonaparte chiuse la riunione senza aver preso una decisione definitiva. Fu durante la serata e la notte che il generale, dopo lunghe meditazioni strategiche di fronte alla carta della situazione, decise il nuovo piano di operazioni.
Il comandante dell'Armata d'Italia escluse ogni proposito di ritirata generale e prese invece l'audace risoluzione di affrontare il nemico sfruttando la frammentazione delle truppe austriache in colonne ampiamente separate e la loro lentezza di movimento. Impegnando i suoi soldati in rapide marce forzate il generale Bonaparte ritenne possibile concentrare inizialmente gran parte delle sue forze a sud di Lonato per sbaragliare in un primo tempo le colonne del generale Quosdanovic ad ovest del lago di Garda impedendo il loro ricongiungimento con le forze del feldmaresciallo von Wurmser. Le truppe del generale Massena avrebbero marciato subito a ovest del Mincio verso Lonato, mentre il generale Augereau avrebbe abbandonato a sua volta la linea dell'Adige e avrebbe raggiunto Roverbella. Per raggruppare forze sufficienti, il generale Bonaparte decise anche di rinunciare all'assedio di Mantova e prese quindi la dolorosa decisione di abbandonare il parco d'assedio e le artiglierie predisposte contro la fortezza, sollecitando il generale Sérurier a portarsi subito a nord con la sua divisione per congiungersi con il generale Augereau a Roverbella. Con questa serie di movimenti il Bonaparte riprendeva la sua libertà d'azione, si svincolava dalla sterile guerra d'assedio a Mantova, e poteva raggruppare le sue forze in due masse a Lonato e Roverbella per sconfiggere successivamente le colonne austriache. La manovra appariva rischiosa ma il comandante dell'Armata d'Italia ritenne di avere tempo sufficiente per completare i movimenti contando sulla lentezza degli austriaci che stavano avanzando cautamente verso Peschiera e Castelnuovo.

### Battaglia di Lonato
Il 31 luglio Bonaparte decise di trasferire il suo quartier generale a Castiglione delle Stiviere per controllare strettamente il raggruppamento del grosso dell'armata intorno a Lonato; egli apparve nervoso e incerto al generale Augereau, che aveva completato il trasferimento della sua divisione dall'Adige a Roverbella; il comandante in capo in realtà era irritabile, teso e completamente concentrato sullo svolgimento della manovra strategica che aveva deciso il giorno precedente. Nella notte del 31 luglio il generale Sérurier abbandonò quindi, secondo gli ordini del Bonaparte, l'assedio di Mantova e si ritirò con le sue truppe dopo aver distrutto gli affusti ed il parco d'assedio, aver messo fuori uso i cannoni, sotterrato i proiettili e bagnato le polveri.

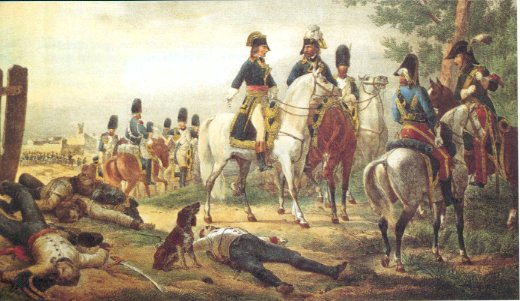
Il generale Bonaparte e i suoi ufficiali alla battaglia di Lonato.

Nel frattempo la situazione dei francesi era migliorata sull'ala sinistra a ovest del lago di Garda; il generale Quosdanovic, all'oscuro dei movimenti del feldmaresciallo von Wurmser e temendo di avanzare in modo isolato, aveva preferito arrestare la sua marcia; il generale Sauret poté quindi riconquistare Salò, mentre la brigata del generale Despinoy si schierava a Lonato. Alla fine della giornata gli austriaci abbandonarono anche Montichiari e ripiegarono su Gavardo dopo aver lasciato una guarnigione a Brescia. Il generale Bonaparte poté quindi completare il concentramento della massa principale dell'armata tra Montichiari, Lonato e Castiglione, mentre solo i 5 000 soldati del generale Sérurier continuarono a ripiegare da Mantova a Cremona. Il comandante in capo era ora più ottimista; la cavalleria francese rientrò a Brescia senza difficoltà, mentre il feldmaresciallo von Wurmser sembrava continuare a ritardare l'avanzata ad ovest del Mincio per ricercare il collegamento con il generale Quosdanovic. Nella giornata del 1 agosto le colonne austriache principali raggiunsero e assediarono Peschiera e marciarono su Borghetto, mentre altri reparti si diressero a Roverbella e Mantova; il comandante in capo austriaco preferì dirigersi verso la fortezza di Mantova per rompere l'assedio non essendo a conoscenza che le truppe francesi si erano già ritirate.

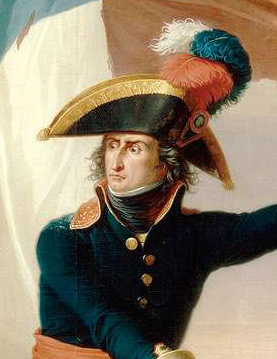
Il generale Pierre Augereau, tra i protagonisti della vittoria, durante l'Impero venne premiato con il titolo di "duca di Castiglione".

Il 2 agosto la situazione invece divenne più critica per i francesi; il feldmaresciallo von Wurmser fece attraversare il Mincio a Borghetto alla colonna del generale Liptay e le retroguardie francesi al comando del generale Vallette furono sbaragliate e si ritirarono in disordine, mentre anche le retroguardie del generale Pijon ripiegarono su Lonato. Gli austriaci poterono raggiungere e occupare Castiglione delle Stiviere, provocando grande allarme al quartier generale dell'Armata d'Italia. Il generale Bonaparte destituì il generale Vallette e decise di affrettare le operazioni attaccando in direzione di Gavardo il generale Quosdanovic con i reparti del generale Sauret e del generale Despinoy; egli ordinò anche al generale Augereau di contrattaccare con la sua divisione l'indomani a Castiglione per respingere il generale Liptay e salvaguardare le comunicazioni dell'armata. Nella serata del 2 agosto anche il generale Quosdanovic riprese ad avanzare da nord per ricongiungersi con le truppe austriache che avevano attraversato il Mincio e le sue forze marciarono verso Desenzano e quindi verso Lonato, senza entrare in contatto con i reparti francesi dei generali Sauret e Despinoy; il generale Bonaparte, di fronte alla confusa situazione, decise di trasferire il quartier generale a Montichiari, essendo Lonato ormai minacciata sia da nord che da est.
Il generale Bonaparte superò la difficile situazione il 3 agosto; mentre il generale Augereau contrattaccava la colonna del generale Liptay a Castiglione, il grosso dell'armata affrontò le colonne del generale Quosdanovic e una parte delle forze austriache giunte a ovest del Mincio, nella battaglia di Lonato che terminò con la netta vittoria dei francesi. Il feldmaresciallo von Wurmser non riuscì a concentrare le sue forze e rimase lontano dalla battaglia attardandosi con due divisioni di fanteria e la cavalleria nell'area di Mantova; in questo modo il generale Bonaparte, avendo raggruppato le sue forze, poté sbaragliare le colonne dell'ala destra austriaca. Dopo attacchi iniziali austriaci all'alba del 3 agosto verso Lonato che misero in difficoltà le avanguardie francesi che dovettero abbandonare la città, il generale Bonaparte guidò personalmente il contrattacco con la divisione del generale Massena. Gli austriaci furono dispersi dalle colonne francesi che riconquistarono Lonato e frantumarono in due parti le linee nemiche. Una parte delle forze austriache si ritirò verso est in direzione del Mincio, mentre i reparti del generale Quosdanovic ripiegarono in disordine verso Salò dove però, intercettati dalle truppe del generale Sauret e del generale Louis Saint-Hilaire, furono in parte catturate.
Contemporaneamente il generale Augereau raggiunse un brillante successo a Castiglione delle Stiviere. Le truppe francesi attaccarono con grande slancio, la colonna del generale Liptay fu disfatta e Castiglione venne riconquistata; i resti austriaci si ritirarono verso Guidizzolo dove erano finalmente in arrivo le truppe del feldmaresciallo von Wurmser provenienti da Borghetto e Pozzolo. Durante la giornata il comandante in capo austriaco era rimasto a Mantova per festeggiare la liberazione della fortezza e non aveva potuto intervenire sui campi di battaglia dove i suoi luogotenenti avevano subito pesanti sconfitte.

## Battaglia finale a Castiglione

### Schieramenti e piani di battaglia
Durante la notte del 4 agosto le truppe francesi al comando del generale Sauret, del generale Claude Dallemagne e del generale Saint-Hilaire inseguirono da vicino le forze in disgregazione del generale Quosdanovic; il comandante austriaco, informato della disfatta a Lonato e senza comunicazioni con il feldmaresciallo von Wurmser, era ormai completamente demoralizzato e, temendo di essere attaccato da ogni parte dal nemico, stava battendo in ritirata verso nord nella crescente confusione. Durante l'inseguimento delle colonne del generale Quosdanovic da parte dei francesi, interi reparti vennero accerchiati e costretti alla resa nei villaggi di Gavardo e Sant'Osetto. Alcune formazioni austriache, costituite da 4 000-5 000 soldati, completamente disorientate, decisero di tornare indietro e rientrare a Lonato per aprirsi una via di salvezza verso il Mincio. Alle ore 17.00 del 4 agosto il generale Bonaparte giunse a Lonato e apprese della presenza di queste truppe austriache sbandate che erano apparentemente ignare della presenza del grosso dell'armata francese. Il comandante in capo intimorì l'ufficiale austriaco inviato a parlamentare e minacciò lo sterminio dei soldati nemici nel caso avessero rifiutato di arrendersi; oltre 4 000 soldati austriaci, al comando del colonnello Knorr, si arresero nella giornata del 4 agosto e durante la notte del 5 agosto. Le colonne del generale Quosdanovic erano ormai quasi completamente distrutte e il generale Bonaparte poteva concentrare gran parte delle sue forze per la battaglia finale contro l'esercito del feldmaresciallo von Wurmser.

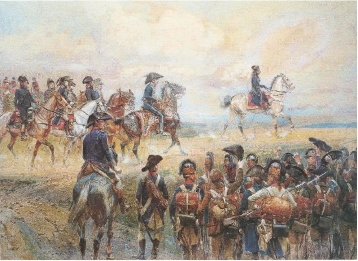
il generale Bonaparte cavalca, insieme ai suoi generali, tra le file delle sue truppe.

Il comandante in capo austriaco aveva impiegato la giornata del 4 agosto per radunare le sue truppe; egli dovette anche richiamare la colonna inviata inutilmente verso Marcaria e rafforzare lo schieramento organizzato con le truppe già in parte impegnate nella battaglia di Lonato e con i reparti freschi provenienti da Pozzolo e Borghetto. Il feldmaresciallo von Wurmser disponeva ancora di circa 25 000 soldati, schierati dalla strada Peschiera-Lonato a nord alla collina di Medole a sud; la posizione venne ritenuta solida dal generale Bonaparte che ispezionò la zona nel primo pomeriggio del 4 agosto prima di trasferirsi a Lonato per completare la distruzione dell'ala destra nemica e affrettare il raggruppamento della sua armata. All'alba del 5 agosto il generale era già di ritorno sul campo di battaglia di Castiglione dove visitò subito le truppe del generale Augereau che, sotto la guida del loro combattivo comandante, avevano brillantemente combattuto il 3 agosto.

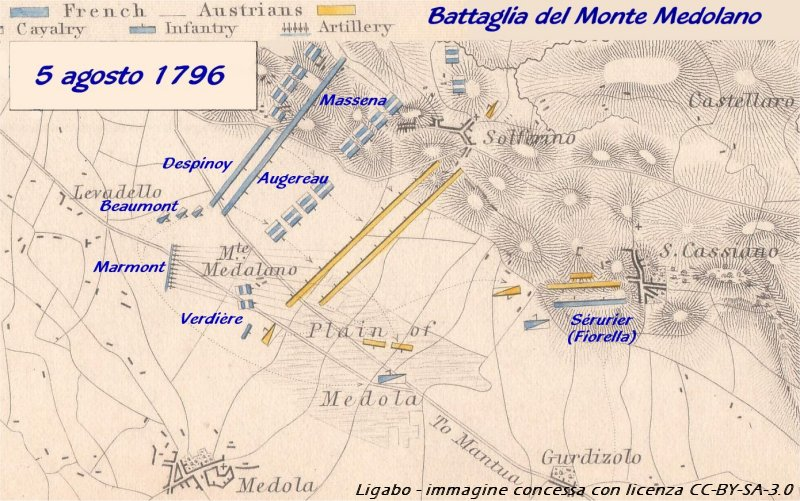
Gli schieramenti nella battaglia di Castiglione.

Il piano di concentramento del generale Bonaparte prevedeva che, mentre il generale Guieu avrebbe proseguito l'inseguimento delle truppe in rotta del generale Quosdanovic, il generale Despinoy avrebbe marciato da Brescia fino a Castiglione per riunirsi alla divisioni dei generali Massena e Augereau. Il generale Auguste Marmont, comandante dell'artiglieria, e il generale Marc-Antoine de Beaumont, comandante della cavalleria, si sarebbero schierati nella pianura a sud di Castiglione; infine il generale Sérurier ricevette l'ordine di marciare da Marcaria con la sua divisione verso Guidizzolo per minacciare le vie di comunicazione e attaccare le spalle e il fianco dell'armata austriaca del feldmaresciallo von Wurmser, attestata con il fianco destro sull'altura di Solferino e il fianco sinistro esteso fino al Monte Medolano.
Il generale Bonaparte, dopo aver valutato lo schieramento nemico, pianificò un complesso e originale piano di battaglia per infliggere una sconfitta decisiva all'esercito austriaco; questo piano, articolato in fasi successive strettamente interconnesse, avrebbe rappresentato la prima dimostrazione pratica della tattica preferita dal generale che egli avrebbe costantemente adottato nella maggior parte delle battaglie della sua lunga carriera. La battaglia sarebbe stata iniziata da un attacco di agganciamento da parte delle divisioni del generale Massena e del generale Augereau per impegnare le truppe avversarie lungo tutto il fronte; l'attacco frontale sarebbe stato rafforzato in un secondo momento dall'intervento della divisione del generale Despinoy, proveniente da Brescia, e dalla cavalleria del generale Beuamont. La seconda fase della battaglia, il cosiddetto attaque dèbordante, sarebbe stata condotta dalla divisione del generale Sérurier che, sbucando da Guidizzolo, avrebbe attaccato le retrovie e il fianco sinistro austriaco, provocando confusione e timore nelle truppe avversarie. Questa minaccia alle spalle avrebbe costretto il feldmaresciallo von Wurmser a modificare il suo schieramento indebolendo il settore di sinistra che sarebbe quindi stato attaccato nel momento decisivo dalla riserva tattica predisposta dal generale Bonaparte. La riserva, affidata al generale Jean Antoine Verdier, avrebbe sferrato, dopo il fuoco concentrato di preparazione dei cannoni del generale Marmont, l'attacco decisivo, il coupe de foudre, e, appoggiata da un nuovo attacco generale su tutto il fronte, avrebbe provocato il crollo definitivo delle difese austriache.

### Prima fase della battaglia

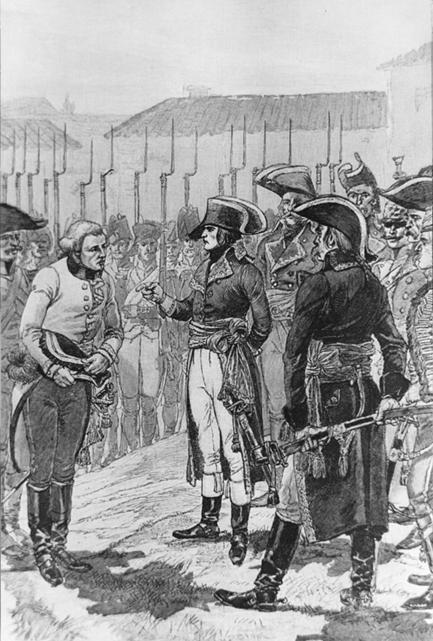
il generale Bonaparte riceve la resa delle truppe austriache accerchiate a Lonato il 4 agosto 1796.

La battaglia di Castiglione ebbe inizio all'alba del 5 agosto; dopo l'apertura del fuoco e i primi combattimenti, il generale Bonaparte, per attirare le forze austriache in avanti e indurle ad abbandonare le loro solide posizioni sulle colline, ordinò ai generali Massena e Augereau di organizzare un movimento di ritirata metodica su linee successive. Il feldmaresciallo von Wurmser, di fronte a questo manovra francese e non essendo ben informato sulla posizione delle colonne del generale Quosdanovic con cui egli riteneva ancora di poter entrare in contatto lungo la strada di Peschiera, passò all'attacco in forze. Gli austriaci concentrarono lo sforzo principale sull'ala settentrionale contro la divisione del generale Massena, cercando di avanzare lungo la strada in direzione di Lonato, ma il generale Massena organizzò con abilità il suo schieramento e respinse agevolmente tutti gli attacchi. Il generale Bonaparte ritenne favorevole lo sviluppo della situazione; gli austriaci erano impegnati sulla linea del fronte ed egli attendeva con piena fiducia l'arrivo a Guidizzolo della divisione del generale Sérurier da cui si attendeva risultati decisivi dal punto di vista tattico e sul morale del nemico.

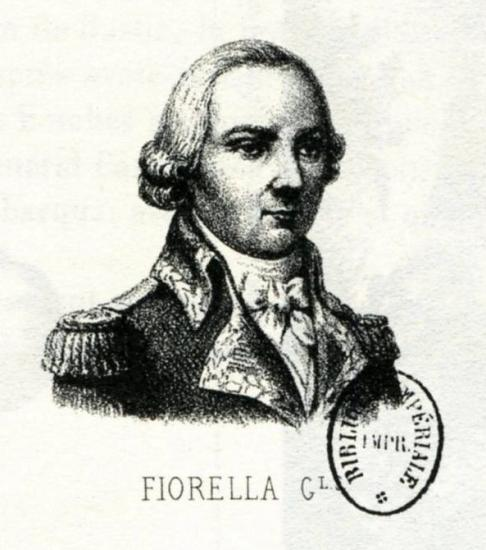
Il generale Pascal Antoine Fiorella.

Il generale Pascal Fiorella, al comando dei 5 000 soldati della divisione del generale Sérurier in sostituzione del comandante titolare malato, giunse a Guidizzolo fin dalle ore 06.00 del mattino e sferrò subito il suo attacco alle spalle e sul fianco dello schieramento austriaco; tuttavia questo attacco, che nei piani del generale Bonaparte avrebbe dovuto essere decisivo, sferrato troppo presto, non ottenne tutti i risultati attesi. Il feldmaresciallo von Wurmser, dopo un primo momento di sorpresa, ebbe modo, non avendo ancora impegnato tutte le sue truppe nella battaglia frontale, di arrestare gli attacchi ed organizzare un nuovo schieramento sul suo fianco sinistro per fronteggiare le forze francesi del generale Fiorella. Gli austriaci, scarsamente pressati dalle truppe francesi dei generali Massena e Augereau, riuscirono a ripiegare sulla linea delle alture ed a costituire un nuovo fronte per contenere l'attacco laterale del nemico.
Il generale Bonaparte, insoddisfatto dei risultati della sua manovra, comprese la necessità di riprendere gli attacchi lungo tutto il fronte per affrettare la disfatta del nemico; il comandante in capo si portò subito sulla linea del fuoco e, dopo aver criticato l'insufficiente aggressività di alcuni reparti e aver sollecitato in particolare il colonnello Barthélemy Joubert a guidare le sue truppe all'attacco, ordinò ai generali Massena e Augereau di sferrare l'offensiva generale contro la linea delle colline. I generali Massena e Augereau passarono quindi all'attacco con le loro divisioni; le truppe caricarono alla baionetta con grande slancio e misero in difficoltà gli austriaci che persero alcune posizioni e furono costrette a ripiegare sulle alture e verso il villaggio di Solferino; l'arrivo di truppe austriache di rinforzo provenienti da Peschiera permise in un primo momento al feldmaresciallo von Wurmser di contenere l'avanzata francese. Il generale Bonaparte, mentre l'esercito nemico era sottoposto a continui attacchi ed era costretto ad un difficile riposizionamento delle sue forze per fronteggiare la minaccia alle sue retrovie, ritenne giunto il momento di sferrare l'attacco decisivo con le sue riserve tattiche al comando del generale Verdier.

### Fase decisiva della battaglia
Per sferrare l'attacco decisivo, il generale Bonaparte assegnò al colonnello Auguste Marmont il comando di cinque compagnie di artiglieria con diciotto cannoni; egli doveva portare in prima linea i suoi pezzi, coperto da uno schermo di cavalleria al comando del generale Beaumont, e colpire a distanza ravvicinata l'importante posizione fortificata austriaca situata sulla quota del Monte Medolano. Questa posizione, rinforzata da cannoni pesanti, aveva grande importanza tattica e costituiva il cardine tra l'ala destra austriaca e l'ala sinistra appena organizzata per fronteggiare l'attacco laterale delle truppe del generale Fiorella. Il colonnello Marmont dovette trasferire avanti le sue batterie ippotrainate attraverso il terreno scoperto ed un passaggio esposto al fuoco dell'artiglieria austriaca; nonostante qualche perdita il colonnello eseguì brillantemente la sua missione, i cannoni furono portati in avanti fino alle posizioni stabilite e colpirono duramente con il loro fuoco concentrato le fortificazioni di Monte Medolano.

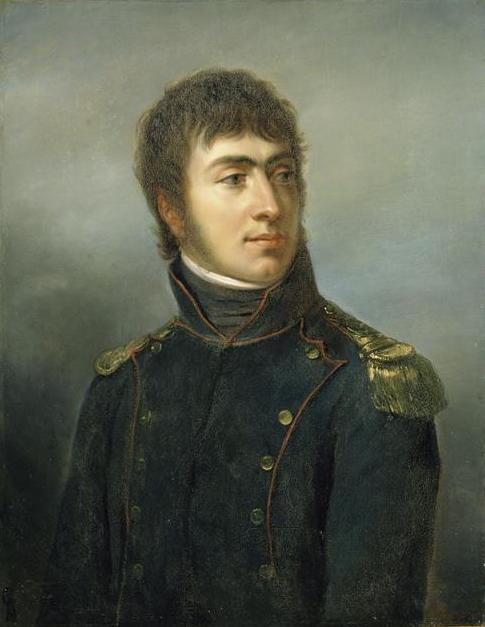
Il colonnello Auguste Marmont, comandante dell'artiglieria dell'Armata d'Italia.

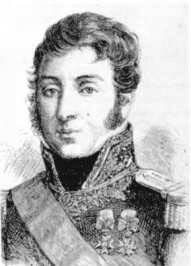
Il generale Jean Antoine Verdier.

L'attacco alle posizioni fortificate austriache fu sferrato dalle forze di riserva del generale Verdier; tre battaglioni di granatieri assaltarono alla baionetta il Monte Medolano, sostenuti dalla cavalleria del generale Beaumont; parteciparono ai combattimenti anche i cacciatori del colonnello Joubert. L'attacco ebbe successo e la fortificazione sull'altura venne conquistata dai francesi, costringendo le truppe superstiti austriache a ripiegare in disordine. A quel punto, mentre il feldmaresciallo von Wurmser cercava di radunare le ultime riserve per evitare la disfatta, il generale Bonaparte intervenne personalmente ordinando ai generali Massena e Augereau di riprendere con la massima energia gli attacchi frontali lungo tutto il fronte nemico che dava segni di cedimento.
Dopo la perdita della posizione del Monte Medolano e il pericoloso attacco laterale del generale Fiorella, l'esercito austriaco dovette affrontare anche l'assalto generale contro l'ala destra; inoltre l'assalto del generale Massena venne rafforzato dall'intervento delle due demi-brigade del generale Charles Leclerc, appena arrivate sul campo e schierate sul fianco sinistro francese. I francesi attaccarono e conquistarono anche le alture e il castello di Solferino. La battaglia era ormai persa per l'esercito austriaco e in questa fase la cavalleria leggera francese giunse a mettere in pericolo lo stesso quartier generale nemico e il feldmaresciallo von Wurmser, che era impegnato personalmente per fronteggiare la critica situazione, rischiò di essere catturato.
Le linee austriache stavano ormai cedendo in tutti i settori, ed il feldmaresciallo von Wurmser decise quindi di iniziare la ritirata generale dietro il Mincio in direzione di Peschiera; l'arrivo di 5 000 soldati austriaci di riserva permise di coprire il ripiegamento del grosso dell'esercito che riuscì a sfuggire alla distruzione dopo aver subito 5 000 perdite e aver abbandonato 20 cannoni e 120 carri del traino. L'Armata d'Italia aveva subito 1 000 perdite ed era esausta; i generali, consapevoli della stanchezza delle truppe dopo le estenuanti marce forzate e i continui combattimenti, richiesero al generale Bonaparte una pausa di 24 ore per far riposare i soldati, ma il generale, solo parzialmente soddisfatto dall'esito complessivo della battaglia a causa della mancata distruzione totale dell'esercito nemico, ordinò invece di iniziare subito l'inseguimento per non dare respiro agli austriaci e sfruttare la loro debolezza e demoralizzazione.

### Ritirata del feldmaresciallo von Wurmser

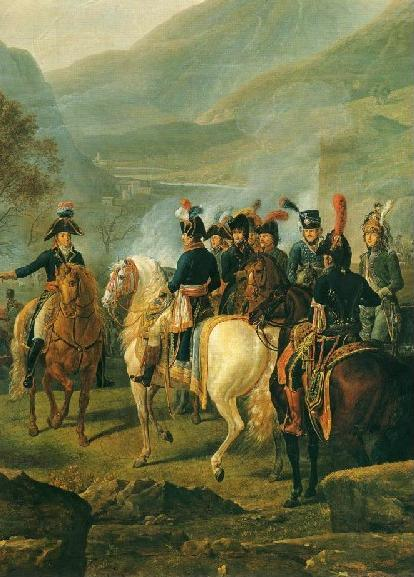
Il generale Bonaparte durante la battaglia di Castiglione.

Il feldmaresciallo von Wurmser sperava di riuscire a ripiegare con ordine sulla linea del Mincio e di poter mantenere i collegamenti con la fortezza di Mantova, ma la rapida ripresa e il vigore dell'inseguimento delle truppe francesi rese rapidamente impossibile difendere la linea del fiume. Fin dalla mattina del 6 agosto il generale Augereau avanzò con la sua divisione verso Borghetto per attraversare in quel punto il Mincio, mentre il generale Massena, seguito dalle forze del generale Despinoy, si diresse su Peschiera dove stava ancora resistendo la guarnigione francese di 400 uomini del generale Guillaume, accerchiata da alcuni giorni dagli austriaci. La divisione del generale Massena attaccò subito per sbloccare il presidio; le truppe austriache presenti a Peschiera combatterono accanitamente e sostennero i primi assalti del reparto di testa guidato dal colonnello Louis Gabriel Suchet, ma alla fine i francesi ebbero la meglio. La guarnigione francese del generale Guillaume venne liberata, il nemico fu sconfitto e perse diciotto cannoni e numerosi prigionieri; il generale Massena fu libero di marciare verso sud lungo la riva del Mincio.
Nel frattempo il generale Bonaparte aveva preso personalmente il comando della divisione del generale Sérurier con la quale avanzò direttamente su Verona; la città venne raggiunta nella notte del 7 agosto. Il feldmaresciallo von Wurmser aveva sperato di difendere la città e di poter evacuare con calma il traino dell'armata durante la notte, ma il generale Bonaparte fece aprire il fuoco con i cannoni contro le porte di Verona e le truppe francesi entrarono dentro e occuparono facilmente la città, mentre i soldati austriaci, dopo aver subito nuove perdite, erano ormai in piena ritirata. Il generale Augereau invece aveva trovato difficoltà a Borghetto; dopo il cedimento delle difese austriache sul Mincio e la ritirata generale ordinata dal feldmaresciallo von Wurmser, il generale francese poté marciare più a nord e attraversare il fiume sul ponte di Peschiera.
Il feldmaresciallo von Wurmser quindi dovette rinunciare a mantenere le comunicazioni con la fortezza di Mantova; dopo aver inviato due brigate nella città per rinforzarne la guarnigione che sarebbe stata inevitabilmente di nuovo assediata, egli abbandonò le linee del Mincio e dell'Adige e ripiegò con i resti del suo esercito verso il Trentino. Il generale Bonaparte esortò i suoi subordinati a continuare l'avanzata per riconquistare le posizioni perdute nella fase iniziale della campagna; i francesi raggiunsero nuovi importanti successi. Il generale Saint-Hilaire occupò entro il 12 agosto la Rocca d'Anfo, Lodrone e Riva del Garda; furono catturati altri prigionieri e gli austriaci dovettero abbandonare le posizioni sul lago di Garda ed incendiare le imbarcazioni della flottiglia del lago. Il generale Massena avanzò a ovest del lago, raggiunse l'altopiano di Rivoli, conquistò il monte Baldo e l'11 agosto la Corona; infine il generale Augereau raggiunse, marciando sulla riva sinistra dell'Adige, l'altura di Ala.
L'esercito austriaco, stanco e demoralizzato, ripiegò definitivamente fino a Rovereto e a Trento; il feldmaresciallo von Wurmser aveva perso quasì la metà delle sue forze. Dal 29 luglio al 12 agosto, nel corso dell'intera campagna, gli austriaci persero 25 000 morti e feriti e 15 000 prigionieri senza ottenere alcun risultato, mentre l'Armata d'Italia che dopo alcuni momenti difficili aveva raggiunto una brillante vittoria, perse nello stesso periodo circa 7 000 uomini tra morti, feriti e prigionieri.

## Bilancio e conseguenze

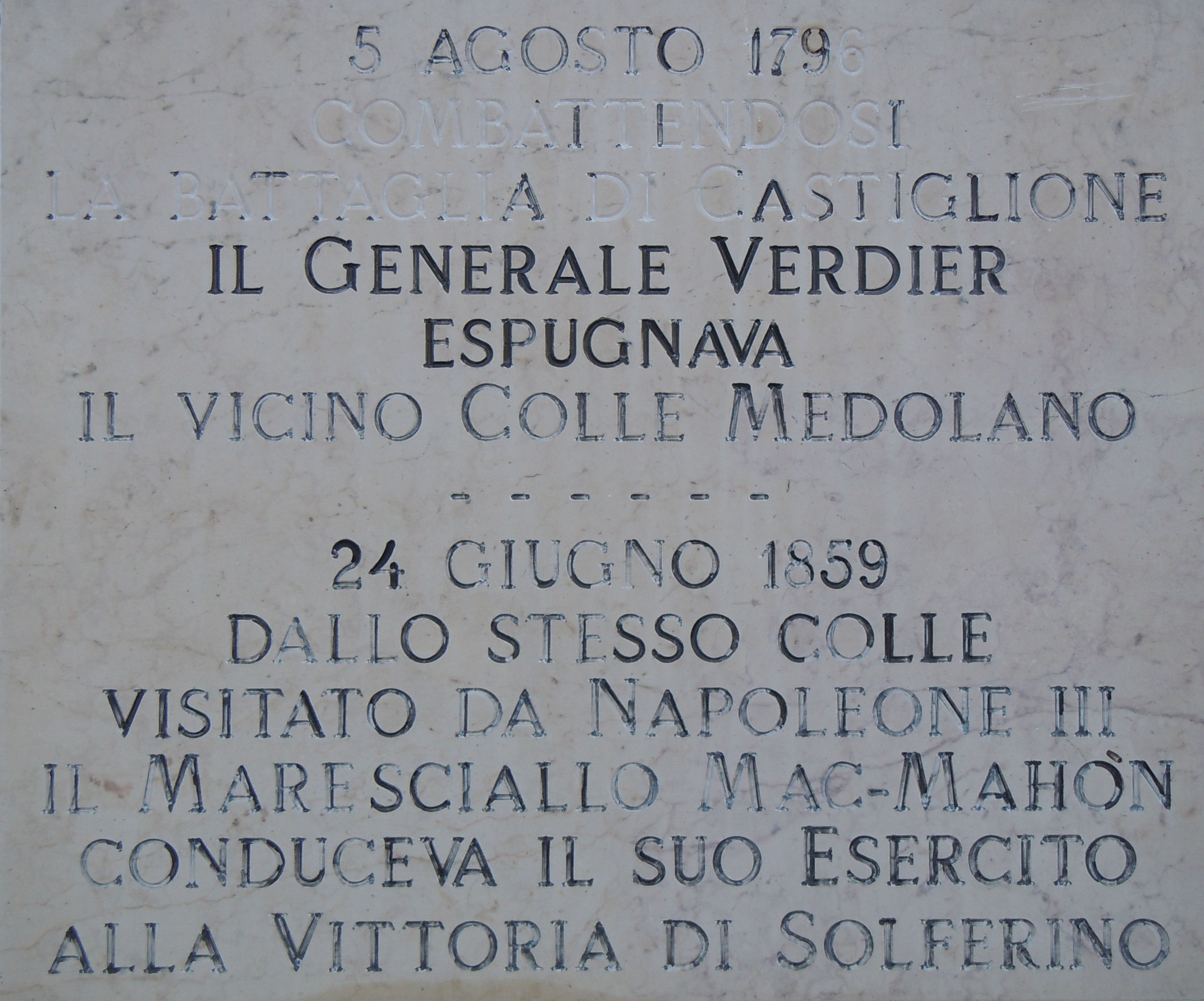
Monte Medolano, lapide commemorativa.

Il piano del feldmaresciallo von Wurmser era completamente fallito; egli, dopo aver subito una serie di sconfitte, era ritornato sulle posizioni di partenza in Trentino, mentre la fortezza di Mantova era di nuovo sotto assedio. Il generale Bonaparte, che aveva superato i momenti più critici dall'inizio della campagna d'Italia, non mancò di inviare al Direttorio resoconti trionfalistici delle vittorie raggiunte e dei risultati conseguiti. Inoltre grazie ai nuovi successi i francesi avevano raggiunto una posizione dominante in Italia, mentre le fazioni controrivoluzionarie in Lombardia, nelle Legazioni, in Toscana e i governanti reazionari della penisola, si sottomettevano docilmente al potere del generale Bonaparte.

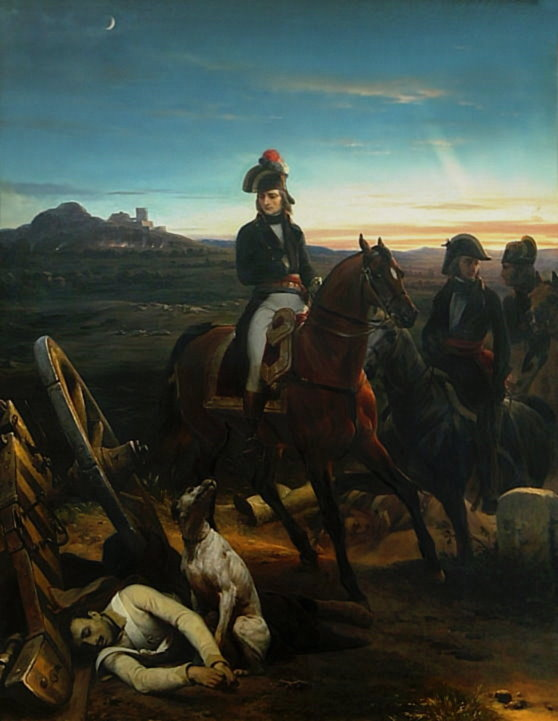
Il generale Napoleone Bonaparte sul campo di battaglia a Bassano nel settembre 1796.

La campagna militare dell'estate 1796 e la battaglia finale di Castiglione segnarono un momento di grande importanza della prima campagna d'Italia e della carriera di Napoleone Bonaparte. Per la prima volta il generale si trovò in difficoltà e manifestò inizialmente insicurezza e dubbi sulla sua capacità di fronteggiare la situazione; ci furono momenti di grande pericolo e timori di disfatta, ma Bonaparte, che nonostante le preoccupazioni continuò a mantenere un continuo contatto epistolare con la moglie durante tutta la campagna, riuscì a superare la grave crisi. Instancabile e continuamente in movimento, dimostrò grande abilità strategica, rinunciò a proseguire l'assedio di Mantova e diede la prima dimostrazione sul campo della sua strategia contro una serie di eserciti contemporaneamente all'attacco in settori diversi del fronte. Le truppe francesi diedero prova anche in questa difficile situazione di grande slancio, di elevato morale e di resistenza fisica; anche i luogotenenti del generale dimostrarono combattività e in particolare il generale Augereau mostrò risolutezza e ottimismo, incitando il generale Bonaparte a perseverare e giocando un ruolo decisivo nei combattimenti del 3 agosto. Per la sua condotta nella campagna il rude generale giacobino avrebbe ricevuto durante l'Impero il titolo di "duca di Castiglione".
Il generale Bonaparte diede prova di capacità di improvvisazione, modificando continuamente il suo schieramento e riorganizzando le sue forze secondo le mutevoli esigenze del campo di battaglia, mentre il feldmaresciallo von Wurmser, dopo aver stabilito in anticipo il suo piano di operazioni, rimase legato alle sue disposizioni iniziali che si rivelarono gravemente carenti. Si dimostrò errata la dispersione delle truppe in colonne separate non comunicanti e la mancanza di collegamenti affidabili tra il feldmaresciallo e i suoi luogotenenti; fu anche un errore l'ulteriore suddivisione della colonna di destra del generale Quosdanovic che si disseminò tra Brescia e Lonato senza potersi concentrare nel momento decisivo.
Nella storia delle guerre napoleoniche la campagna di Castiglione riveste grande importanza anche per la conduzione tattica del generale Bonaparte nella battaglia del 5 agosto. Per la prima volta il generale mise in pratica il suo tipico piano tattico di battaglia suddiviso in varie fasi: l'attacco iniziale di agganciamento, l'attacco laterale o alle spalle del nemico per minacciare le sue linee di comunicazione, l'assalto finale delle riserve nel punto decisivo. Fu anche impiegato il fuoco concentrato dei cannoni raggruppati in prima linea per indebolire il punto critico delle linee nemiche prima dell'attacco della fanteria. In teoria a Castiglione furono già presenti tutti gli elementi tipici della classica battaglia napoleonica, come nella battaglia di Jena, nella battaglia di Friedland o nella battaglia di Wagram.
Dal punto di vista pratico i risultati conseguiti dai francesi nella battaglia di Castiglione non furono decisivi come sperato dal generale Bonaparte. A causa dell'arrivo troppo anticipato delle truppe del generale Fiorella, del mancato agganciamento frontale delle riserve austriache, della stanchezza dei soldati dei generali Massena e Augereau, e dell'insufficiente potenza dell'attacco del generale Verdier sul Monte Medolano, il feldmaresciallo von Wurmser riuscì a ritardare il successo francese ed a guadagnare tempo fino a sfuggire dalla trappola architettata dal generale Bonaparte. Entro un mese il comandante in capo austriaco avrebbe tentato una nuova offensiva per sbloccare Mantova ma sarebbe stato di nuovo pesantemente sconfitto dal generale Bonaparte nella battaglia di Rovereto e nella battaglia di Bassano; costretto alla fuga, si sarebbe rifugiato con le truppe superstiti all'interno delle fortezza di Mantova dove l'assedio sarebbe continuato fino alla resa austriaca del 2 febbraio 1797.

## Cinema
La Battaglia di Castiglione è la prima tappa dei protagonisti del film del 1981 "Time Bandits", con la regia di Terry Gilliam.